# 프루드니크군

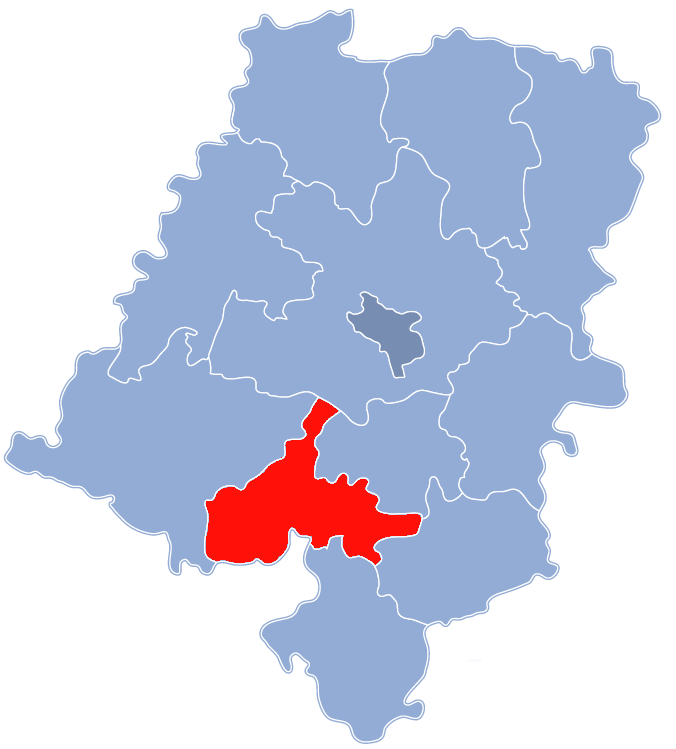
오폴레주 지도에 표시된 프루드니크군의 위치

프루드니크군(폴란드어: powiat prudnicki)은 폴란드 오폴레주에 위치한 군으로 군청 소재지는 프루드니크이며 면적은 571.16km2, 인구는 55,325명(2019년 6월 30일 기준), 인구 밀도는 97명/km2이다.
북서쪽으로는 니사군, 북쪽으로는 오폴레군, 동쪽으로는 크랍코비체군, 켕지에진코질레군, 남동쪽으로는 그우프치체군과 접하며 남쪽으로는 체코와 국경을 접한다. 4개 지방 자치체(3개 도시형 농촌, 1개 농촌)를 관할한다.

군기
군 문장